# تارینگ نویل
تارینگ نویل (به انگلیسی: Tarring Neville) یک روستا و محله مدنی در بریتانیا است که در لوئیس (شهرک) واقع شده‌است. تارینگ نویل ۳۶ نفر جمعیت دارد.